# Michał Zduniak
Michał Zduniak (ur. 1958 w Warszawie, zm. 5 maja 2009 w Starachowicach) – polski perkusista jazzowy. Ukończył szkołę muzyczną I stopnia w klasie perkusji w Warszawie. Absolwent Wydziału Jazzu i Muzyki Rozrywkowej Akademii Muzycznej w Katowicach. Był stypendystą Ministerstwa Kultury i Sztuki. W 1980 roku uzyskał stypendium im. Krzysztofa Komedy. Był wieloletnim członkiem Polskiego Stowarzyszenia Jazzowego.
Wychowywał się w rodzinie o tradycjach muzycznych. Ojciec Zduniaka był saksofonistą i klarnecistą, starszy brat grał na skrzypcach, gitarze i saksofonie.
Działalność artystyczną rozpoczął od występów w Duet 46. Ponadto współpracował z zespołami Strajk 80, Free Cooperation, Green Revolution i Labirynt. Zduniak współpracował z takimi muzykami jak: Stanisław Soyka, Marek Wójcicki, Aleksander Korecki, Wojciech Konikiewicz, Henryk Gembalski, Mathieu Sado, Marcin Krzyżanowski, Piter Giger, Witold Szczurek, Tomasz Stańko, Janusz Iwański, Krzysztof Majchrzak czy Tom Bergeron. Od 1992 roku współpracował m.in. z Teatrem Powszechnym w Radomiu, Teatrem im. Stanisława Jaracza w Łodzi, warszawskim Teatrem Studio, chorzowskim Teatrem Rozrywki i Teatrem im. Stefana Żeromskiego w Kielcach. Odbył szereg koncertów m.in. na festiwalach Jazz nad Odrą, Jazz Jamboree, Nancy Jazz Pulsation czy Toruń Camer Image.
Zduniak zmarł 5 maja 2009 w wieku 51 lat w Starachowicach. Przez wiele lat cierpiał na chorobę nowotworową. W ostatnich latach życia mieszkał z żoną Ewą i córką Marią w Wąchocku, gdzie został pochowany.
Pod koniec roku 2009 została wydana płyta Stanisława Soyki "Studio Wąchock". Płyta nagrana w studiu stworzonym przez Michała Zduniaka, który wraz z innymi muzykami tworzącymi Soyka Sextet +, brał udział w nagrywaniu tego albumu.

## Wybrana dyskografia
- The Jazz Trio – Na przyszłość (1985, PolJazz PSJ-150)[7]
- Stół Pański „Gadające drzewo” (1998, Zbig Records)
- Labirynt – Ethnic (1998, Polonia Records)[8]
- Labirynt – Labirynt (1999, Teal Creek Music)[9]
- Orkiestra Świętokrzyska – Wykłady z geometrii muzyki (2003, Polonia Records)[10]
- Labirynt – Exit (2005, Teal Creek Music)
- Labirynt – Motion Tissue (2007, Teal Creek Music)
- Michał Zduniak - Andrzej Chochół -  Opowieści znad kamiennej ( 2008, Polonia Records)[11]
- Soyka Stanislaw Sextet – Studio Wąchock (2009, UMP)[12]
- Byrklymyny Trio – Opera in Heaven (2016, Allegro Records)[13]